# Insurrezione di Matera
(Carlo Levi, Tre ore di Matera.)
L'insurrezione di Matera fu un episodio che avvenne a Matera il 21 settembre 1943 durante la seconda guerra mondiale. Nel corso degli scontri con i militari tedeschi persero la vita 26 persone, di cui 18 civili. Matera fu la prima città del Mezzogiorno a insorgere contro il nazifascismo.

## Contesto storico
Subito dopo l'annuncio dell'armistizio di Cassibile, l'8 settembre 1943, i fascisti abbandonarono il palazzo della Milizia Volontaria per la Sicurezza Nazionale che fu temporaneamente occupato dai soldati tedeschi appartenenti al Primo Battaglione della Prima Divisione Paracadutisti e capeggiati dal maggiore Wolf Werner Graf von der Schulenburg, che in un rapporto redatto dal capitano inglese R.L. Stayer per conto del War Crime Group di Padova, verrà inserito in un elenco di nazisti da "rintracciare e catturare" in quanto responsabile della strage di Matera e dell'eccidio di Pietransieri, un'altra strage compiuta dall'esercito tedesco il 21 novembre 1943 nel comune di Roccaraso. Durante gli ultimi giorni di permanenza dei tedeschi in città, la popolazione materana divenne sempre più esasperata dai saccheggi e dai soprusi compiuti dagli invasori che si preparavano alla ritirata.
Con il passare dei giorni la situazione si fece sempre più tesa e cominciarono i rastrellamenti e gli arresti di civili e militari rinchiusi dai tedeschi nel Palazzo della Milizia, tra cui Natale Farina e Pietro Tataranni, due soldati materani di ritorno dal fronte arrestati il 21 settembre.
La scintilla che fece precipitare una situazione di già alta tensione avvenne nel primo pomeriggio dello stesso giorno, quando ci fu un conflitto a fuoco tra due militari italiani e due soldati tedeschi che si trovavano in una gioielleria, in cui ebbero la peggio questi ultimi due. I testimoni dell'episodio, sapendo di rischiare una dura rappresaglia, cercarono di nascondere i due cadaveri ma non servì perché i nazisti insospettiti da strani movimenti si accorsero di quanto accaduto. Subito dopo un militare austriaco che si trovava in una sala da barba fu accoltellato da un altro cittadino materano, Emanuele Manicone, che appena compiuto il gesto corse per le strade per chiamare a raccolta i suoi concittadini affinché corressero alle armi.
Seguirono circa tre ore di violenta guerriglia; il sottotenente Francesco Paolo Nitti per proteggere la cittadinanza decise di armare sia i militari che i civili dislocandoli in varie zone strategiche della città, tra cui la Prefettura; ne seguirono diversi conflitti a fuoco in cui persero la vita i civili Eustachio Guida, Francesco Paolo Loperfido ed Eustachio Paradiso, oltre ad Antonio Lamacchia, un pastore ucciso già la mattina del 21 nelle campagne a sud della città. Dal campanile della chiesetta della Mater Domini un cittadino materano, Nicola Di Cuia, fece fuoco sui nemici impedendo loro di avvicinarsi alla Prefettura, e numerosi furono i casi di cittadini intervenuti spontaneamente contro il nemico. Nei pressi della caserma della Guardia di Finanza vi furono altri lunghi momenti di guerriglia, con i finanzieri accorsi in aiuto dei cittadini materani; rimasero uccisi il finanziere Vincenzo Rutigliano (insignito della medaglia di bronzo al valore militare e a cui è dedicata l'attuale caserma cittadina della Guardia di Finanza), il civile Emanuele Manicone, che nel frattempo era stato incaricato dai finanzieri di guardia al magazzino centrale di chiamare i rinforzi presso il Comando, ed il farmacista Raffaele Beneventi che si trovava dietro la finestra della sua abitazione posta nei pressi della caserma della Guardia di Finanza e fu colpito dalle raffiche di mitragliatrice dei tedeschi.
Gli invasori assediarono anche il palazzo dell'elettricità per lasciare la città al buio e nelle operazioni di occupazione uccisero i civili Raoul Papini, Pasquale Zigarelli, Michele e Salvatore Frangione e ferirono Mirko Cairola.

## La strage di Matera
Tuttavia il peggio doveva ancora accadere, infatti immediatamente prima di abbandonare la città i nazisti fecero saltare in aria il Palazzo della Milizia, ormai divenuto una prigione, con al suo interno sedici persone tra civili e militari, delle quali solo una si salvò. Dopo la strage, conosciuta anche come strage della milizia, furono recuperati i corpi di tredici persone, di cui dieci identificate, ma la testimonianza dell'unico superstite porterà a stabilire che le vittime dell'esplosione furono complessivamente quindici.
L'insurrezione del popolo materano impedì ai tedeschi in ritirata di radere al suolo molti palazzi della città, ed evitò inoltre il bombardamento sulla città da parte degli alleati, che giunsero a Matera provenienti da sud immediatamente dopo quella tragica giornata.

## Monumenti
A ricordo degli avvenimenti nella città sono stati eretti vari monumenti: un cippo in marmo nei pressi del palazzo della Milizia, una lapide in via Cappelluti sulla facciata laterale della Camera di commercio dove era la sede della Guardia di Finanza, una lapide in via Lucana dove vi era il palazzo della Società Elettrica ed infine una lapide sulla facciata laterale del palazzo del Governo recante la scritta: 
Inoltre davanti al palazzo comunale è stato realizzato il monumento alla resistenza per Matera, composto da sei sculture bronzee eseguite dall'artista Vittorio Basaglia; infine il campo sportivo cittadino, all'epoca intitolato a Luigi Razza, fu ribattezzato stadio XXI Settembre per ricordare questa drammatica giornata.
Strade della città portano il nome delle vittime dell'insurrezione.

## Onorificenze

### Medaglia d'oro al valor civile
Il 19 agosto 2016 è stata conferita alla città la Medaglia d'oro al valor civile, consegnata dal Presidente della Repubblica Sergio Mattarella durante una cerimonia svoltasi al Quirinale il 17 novembre 2016.

### Medaglia d'argento al valor militare
In virtù dei sacrifici della popolazione, la città di Matera è stata insignita della Medaglia d'argento al valor militare. Tale onorificenza venne conferita il 21 settembre 1966 dal Ministro della Difesa Roberto Tremelloni e consegnata tre anni dopo dal suo successore Luigi Gui, il quale decorò della medaglia il gonfalone della città e scoprì una lapide con l'iscrizione:

### Medaglia di bronzo al valor militare
Vincenzo Rutigliano 41 anni, militare della Guardia di Finanza, ucciso dai tedeschi durante i combattimenti.